# Astralium provisorium
Astralium provisorium is een slakkensoort uit de familie van de Turbinidae. De wetenschappelijke naam van de soort is voor het eerst geldig gepubliceerd in 1903 door Schepman.